# Seyyed Aḩmad (ort i Iran)
Seyyed Aḩmad (persiska: سيّداحمد) är en ort i Iran.   Den ligger i provinsen Kermanshah, i den västra delen av landet, 500 km väster om huvudstaden Teheran. Seyyed Aḩmad ligger 422 meter över havet och antalet invånare är 332.
Terrängen runt Seyyed Aḩmad är kuperad åt sydost, men åt nordväst är den platt. Runt Seyyed Aḩmad är det ganska tätbefolkat, med 52 invånare per kvadratkilometer. Närmaste större samhälle är Sarpol-e Z̄ahāb, 17,0 km öster om Seyyed Aḩmad. Omgivningarna runt Seyyed Aḩmad är i huvudsak ett öppet busklandskap.